# 朱塞佩·巴尔多
朱塞佩·巴尔多（義大利語：Giuseppe Baldo，1914年7月27日—2007年7月31日），意大利男子足球运动员。他曾代表意大利国家队参加1936年夏季奥林匹克运动会足球比赛，获得金牌。